# Tenda de campanya

Tenda estilitzada.

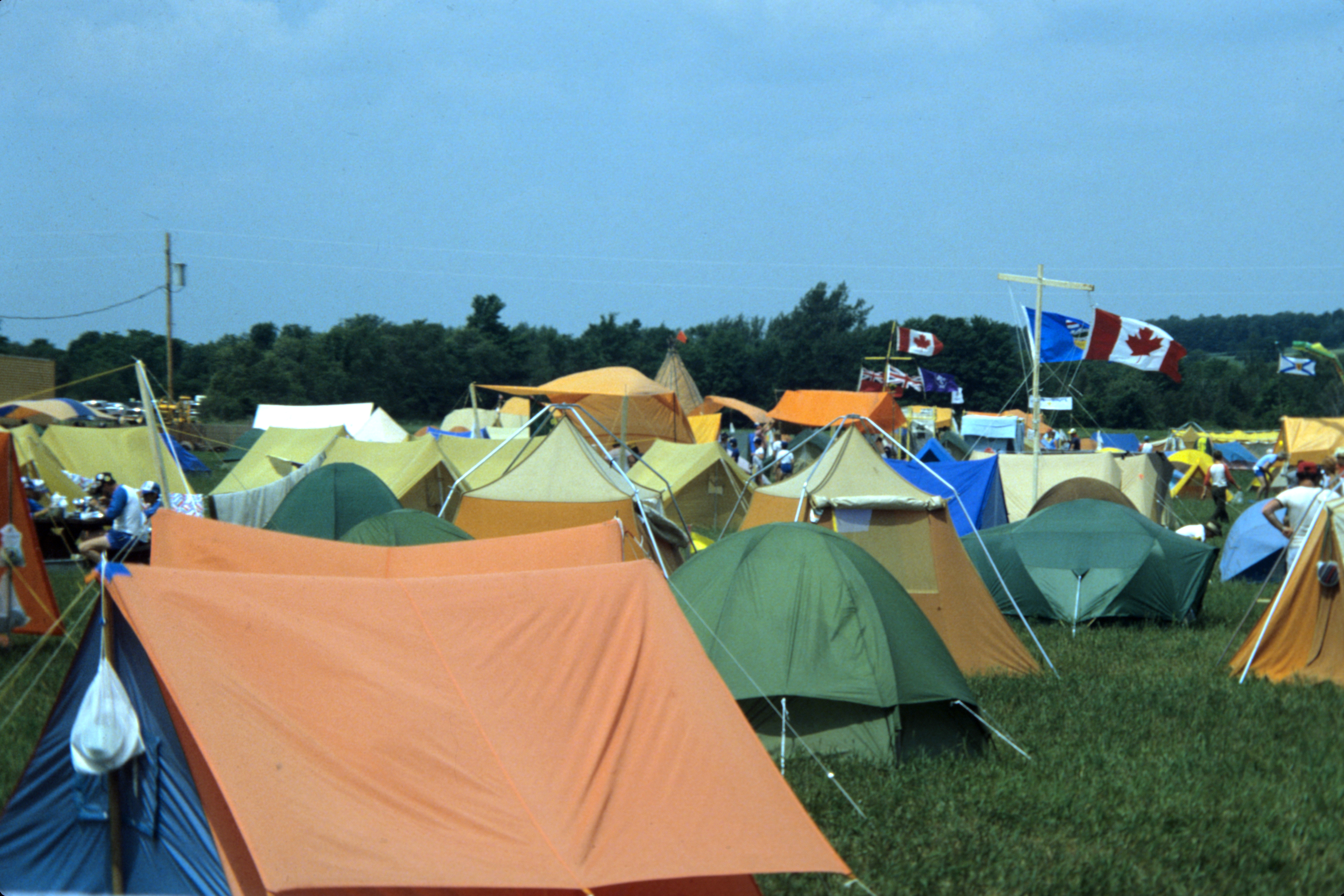
Camp d'escoltes.

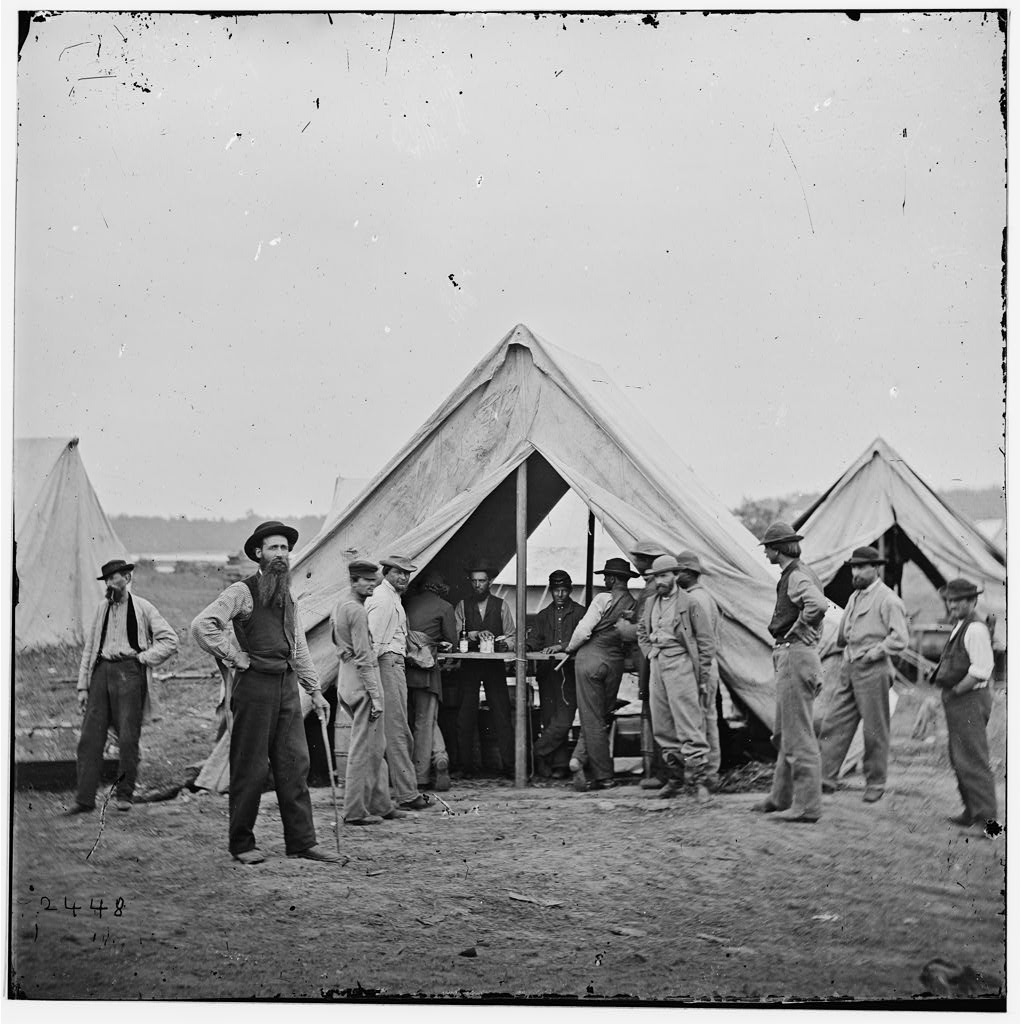
Tendes militars al.

Una tenda és una estructura provisional i desplaçable en tela sostinguda amb pals. La tenda com a lloc d'habitatge és una de les formes més antigues d'hàbitat humà. Les tendes de campanya s'utilitzen també com a albergs provisionals per als exèrcits en les seves incursions militars, molt més comuns en l'antiguitat. A l'acte de muntar una tenda de campanya, a fi de quedar-s'hi un temps, s'anomena «acampar». Generalment, s'acampa amb una o diverses finalitats: passar la nit, descansar, alimentar-se, refugiar-se de les inclemències de la natura, com a punt de reunió, entre d'altres menys comunes. Un campament és el lloc on s'instal·len diverses tendes de campanya, a més d'altres possibles instal·lacions, que permetin allotjar persones. A l'afició per acampar se'n diu acampada, campisme, o càmping.
Les tendes varien en mida, des de les estructures de refugis bivac, prou grans perquè dormi una persona, fins a les enormes carpes de circ, amb capacitat per a milers de persones. Les tendes d'acampada es divideixen en dues categories. Les més petites i lleugeres són les destinades a ser transportades per motxillers. Les tendes petites poden ser prou lleugeres per transportar-les llargues distàncies en una bicicleta de passeig, una embarcació, o quan es practica el motxilisme. El segon tipus són tendes més grans i pesades que solen transportar-se en un cotxe o altre vehicle. Depenent de la mida de la tenda i de l'experiència de la persona o persones implicades, aquestes tendes solen muntar-se (armar) en un temps d'entre 5 i 25 minuts; desmuntar-les (desarmar-les) porta un temps semblant. Algunes tendes molt especialitzades tenen pals amb ressort i es poden muntar en segons, però es triga una mica més a desmuntar-les.
A la darrera dècada, les tendes de campanya s'han relacionat cada vegada més amb les crisis de persones sense llar als Estats Units i Canadà i altres regions. Sovint s'anomena «ciutats de tendes de campanya» els llocs on viuen diverses persones sense llar en tendes de campanya molt a prop les unes de les altres.

## Història

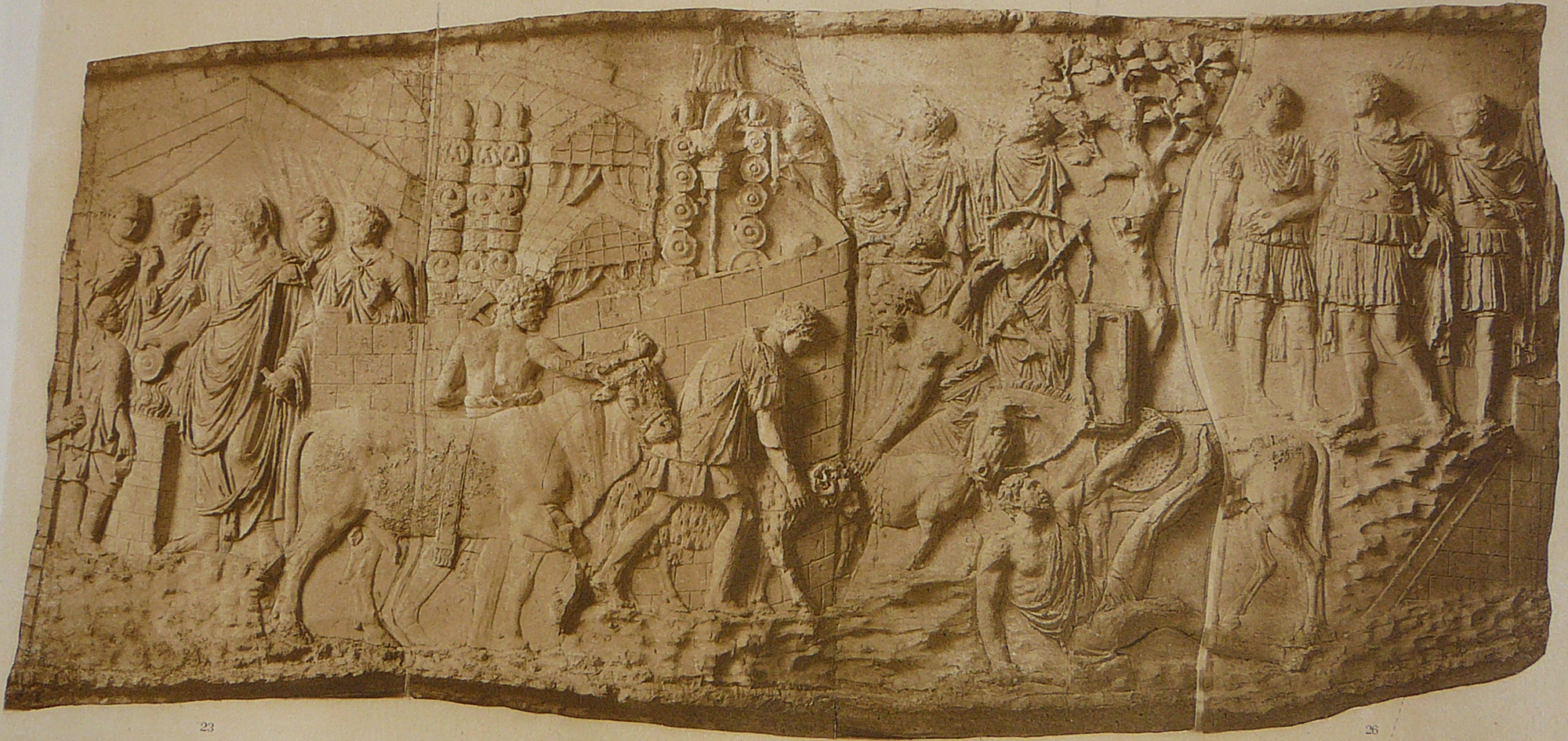
Carpes de cuir de l'exèrcit romà, representades a la columna de Trajà.

Una forma de tenda de campanya anomenada tipi, que destaca per la seva forma cònica i el seu forat per al fum, també era utilitzada per les tribus de nadius americans als Estats Units i pobles indígenes al Canadà dels indis de les planes des de temps antics, estimats entre 10.000 i 4.000 anys abans de Crist.
Els grecs sembla que no feien ús d'aquesta mena d'abrics. Diferents paisatges d'Homer proven que aquests herois no vivien sota tendes. Els seus abrics eren unes barraques o cabanes fetes de terra i de fusta cobertes de canyes i d'aquesta manera és com ens representa Homer l'habitatge d'Aquil·les. Les tendes es van usar pels exèrcits romans, i se'n veuen algunes en els baixos relleus a la columna Antonina.
L'ús de les tendes és molt comú entre els àrabs, els quals en tenen necessitat en un clima tan calorós com el seu. Sembla que l'ús de les tendes entre els orientals es va originar en el costum dels pavellons, dossers, palis, para-sols, etc., que des de molt antic s'han usat per manifestar respecte o veneració persones d'alta jerarquia representant-les o portant-les-hi. En els exèrcits europeus no sembla ser molt antic l'ús de les tendes, ja que abans de la reforma militar introduïda per Frederic II de Prússia i Lluís XIV de França només s'albergaven sota les tendes els oficials superiors, mentre que els soldats s'aixoplugaven sota barraques construïdes a aquest efecte.

## Tipus de tendes
Les tendes són utilitzades pels pobles nòmades, els circs, els artistes itinerants, els comerciants als mercats i fires, els militars, els excursionistes i la gent que fa vacances en un càmping.
A causa dels diferents usos, hi ha diversos tipus de tenda:
- Tendes amb carcassa: hi ha una estructura o bastidor de metall o fusta que es cobreix amb la tela. La carcassa la manté tensa i es pot ajustar. Exemple: Les iurtes, els tipis i algunes tendes d'acampar familiars en forma de cúpula.
- Tendes de tela tensada: la tela i les parts estructurals (arbres, piquets) i els amarratges (pinces, sardines, cordes, cingles) son complementàries i s'ajunten per a formar la tenda. Aquestes poden ser molt simples i resistents. Exemple: Les tendes d'acampada, les tendes dels beduïns, les tendes dels mercadets.
- Tendes inflables: la membrana està dissenyada de tal manera que es tiba sota l'acció d'un gas. Aquest gas dona la forma a la tenda una vegada ha arribat a una pressió prou elevada.

Pel que fa a les tendes d'acampada, aquestes poden ésser individuals, per a dues persones, col·lectives, etc. N'hi ha diversos dissenys estructurals, entre els quals podem destacar:
- tenda canadenca
- tenda rectangular
- tenda de vagó
- tenda de cúpula
- tenda iglú

## Elements d'una tenda
Normalment una tenda està constituïda d'aquests elements: 
- Pals (de canya, fusta o metall), que sostenen la totalitat del cos o estructura.
- Tenda (tela) interior, per a isolar del sol o el fred.
- Terra (tela de sòl) per a isolar de la temperatura de la superfície.
- Tenda (tela) exterior, per a protegir de la intempèrie.
- Piquets (estaquetes), que es claven a terra per a fixar i tibar els vents
- Vents (cordes o cingles).

## Tendes tradicionals

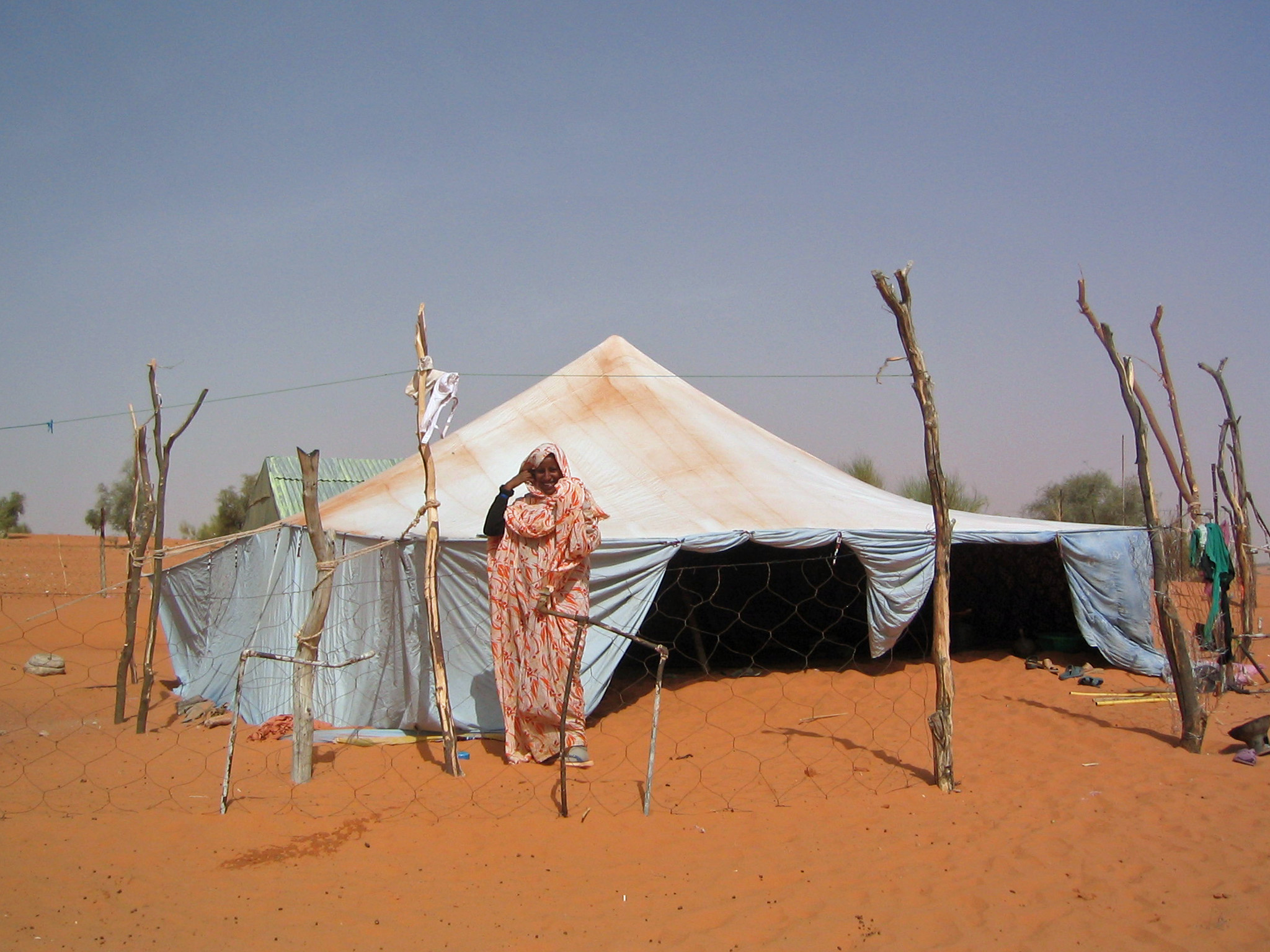
Una haima a Matamoulane, Mauritània.

Molts pobles d'arreu el planeta han utilitzat tendes com a habitatge permanent o semipermanent. Entre les menes de tendes tradicionals més representatives cal destacar:
- El tipi, de forma cònica. Aquest tipus de tenda utilitzat per alguns pobles originaris de l'Amèrica del Nord és molt conegut.
- Wigwam, un altre tipus d'habitació provisional dels pobles originaris de l'Amèrica del Nord com els micmacs.
- La iurta, de pell o pelfa, és el tipus de tenda dels nòmades mongols i dels pobles túrquics qui viuen a l'Àsia central, comunes al Kirguizstan on són el símbol nacional, al Kazakhstan i al Karakalpakistan.
- La haima (khaima, khaimah, khaymah, rhaima, raima o khayma), és la tenda dels beduïns del Magreb, i els països d'Aràbia, així com dels habitants de Mauritània i del Sàhara. Està bastida amb pals de diferents dimensions i tela de lli. L'interior està sovint decorat amb motius geomètrics de colors vius. És molt resistent als vendavals de sorra del desert i és lleugera i fàcil de muntar.

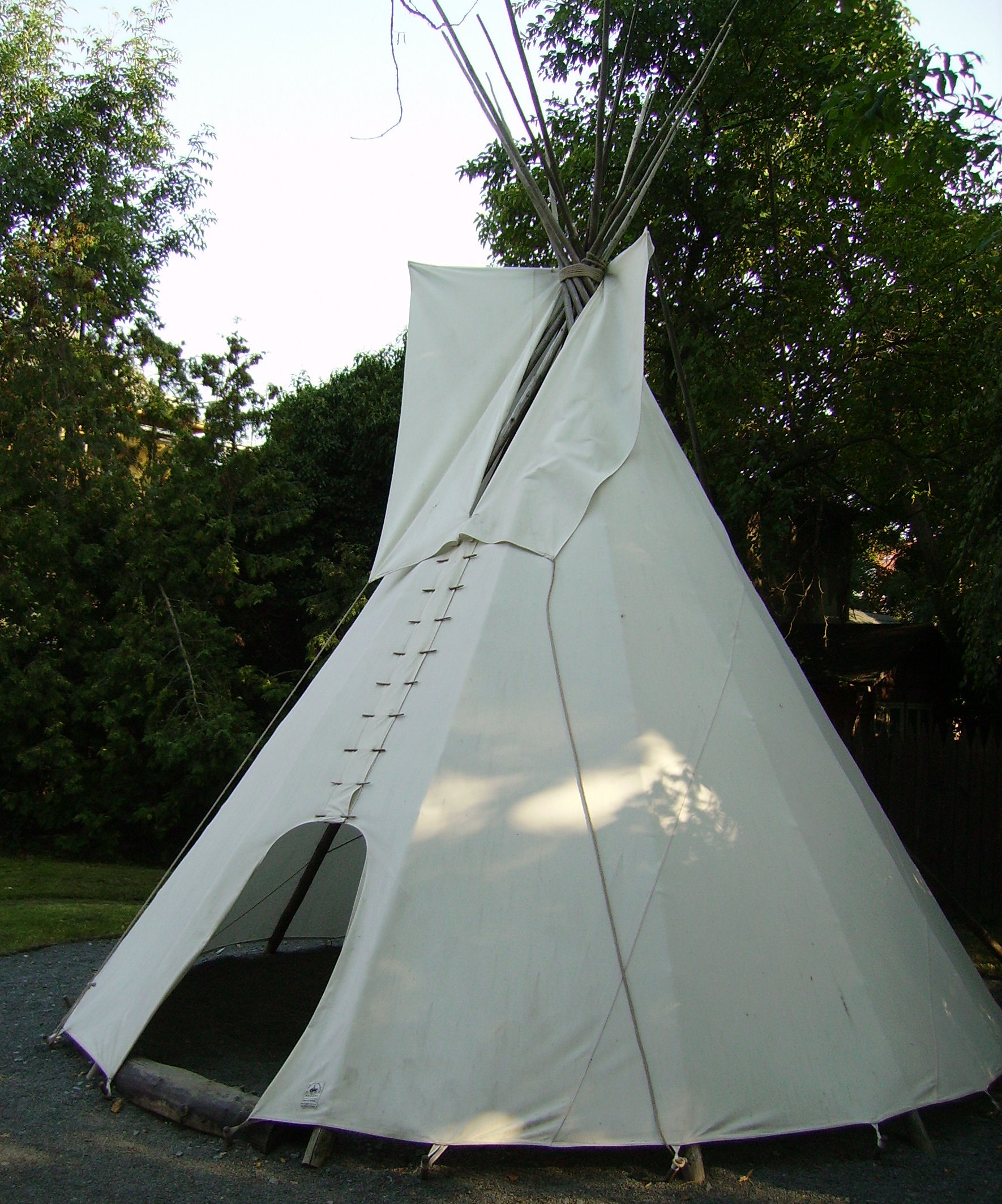
Un Tipi
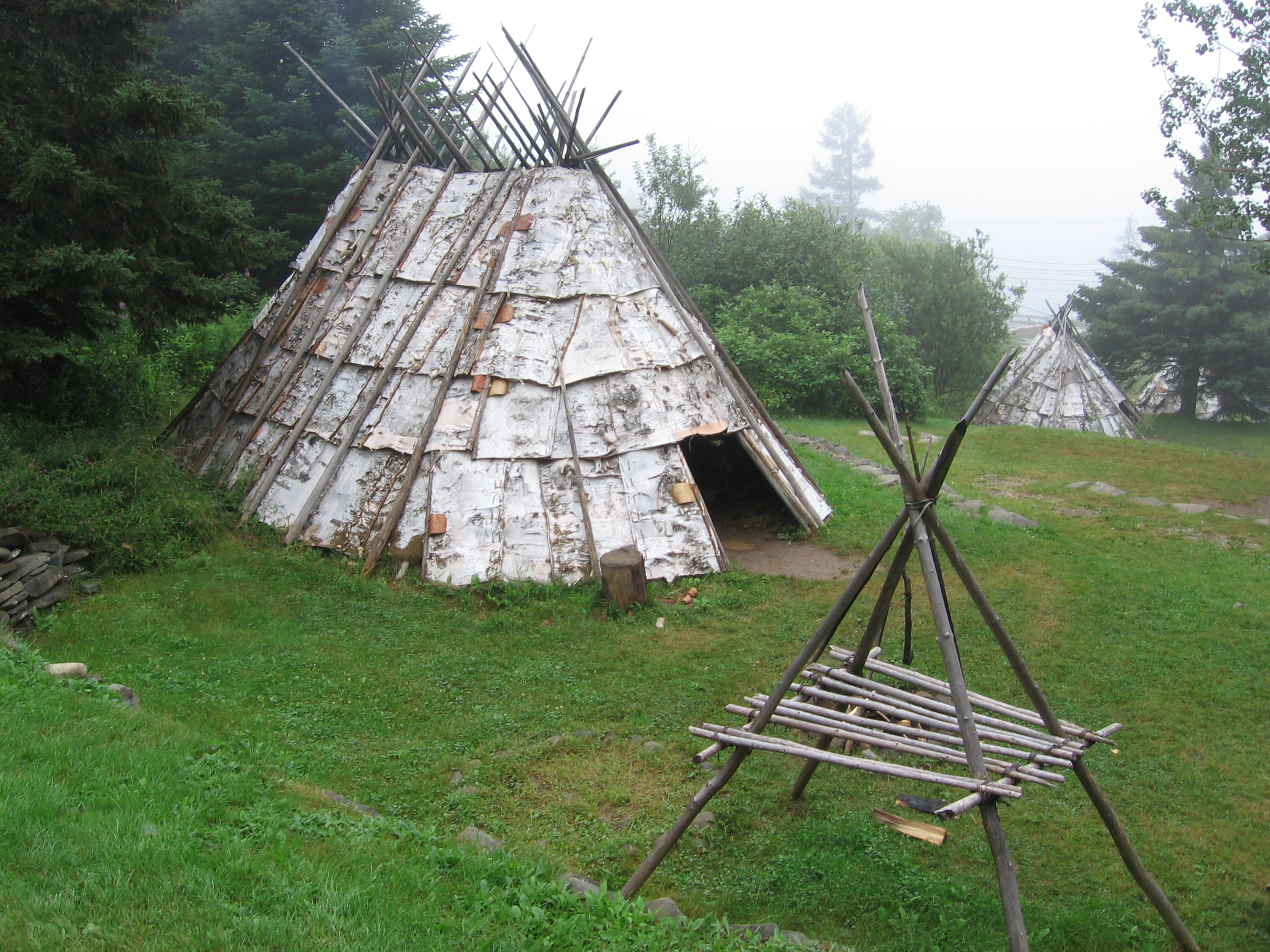
Wigwam
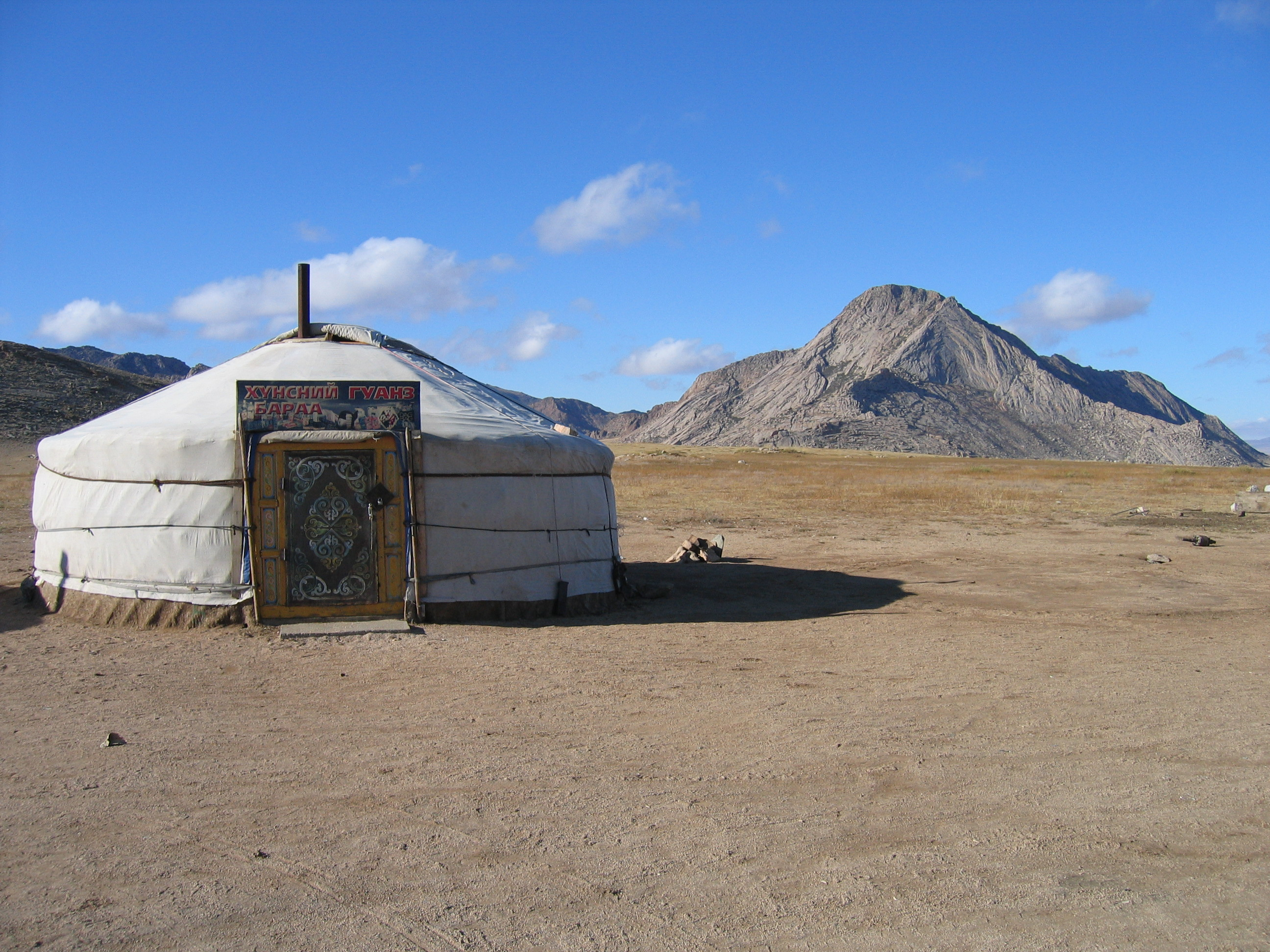
Una iurta tradicional de Mongòlia

## Usos
Les tendes són utilitzades com a habitatge per nòmades, campistes recreatius, soldats i víctimes de catàstrofes. Les tendes també se solen utilitzar com a refugi per a festivals, casaments, festes al pati del darrere, grans esdeveniments corporatius, cobertes per a excavacions (construcció) i refugis industrials.

### Tradicional

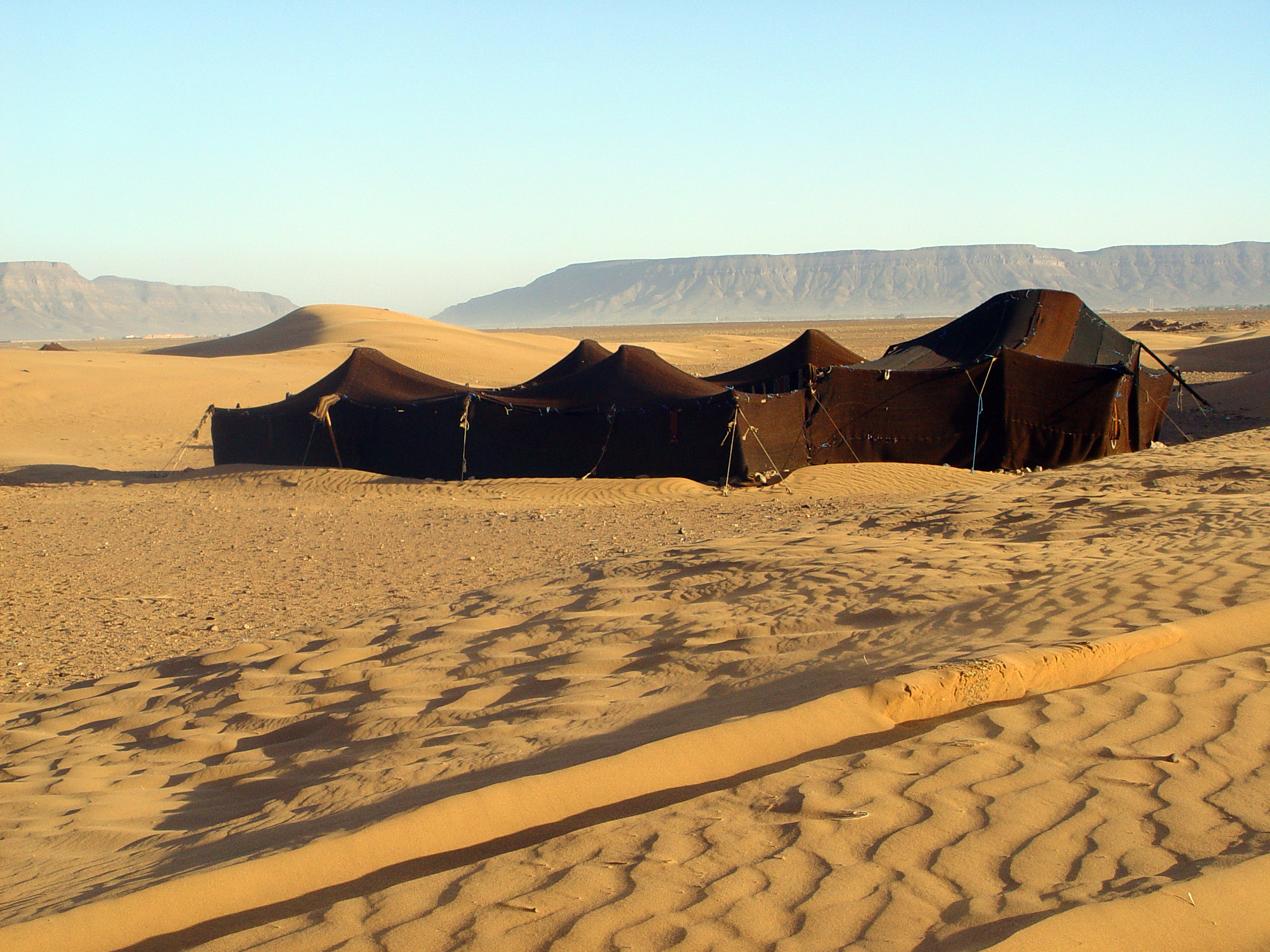
Una tenda berber prop de Zagora (Marroc)

Les tendes han estat utilitzades tradicionalment pels pobles nòmades de tot el món, com els pobles indígenes d'Amèrica, nord-americans, els nòmades mongols, pobles túrquics i tibetans, i els tibetans, i els beduïns.

### Tenda militar

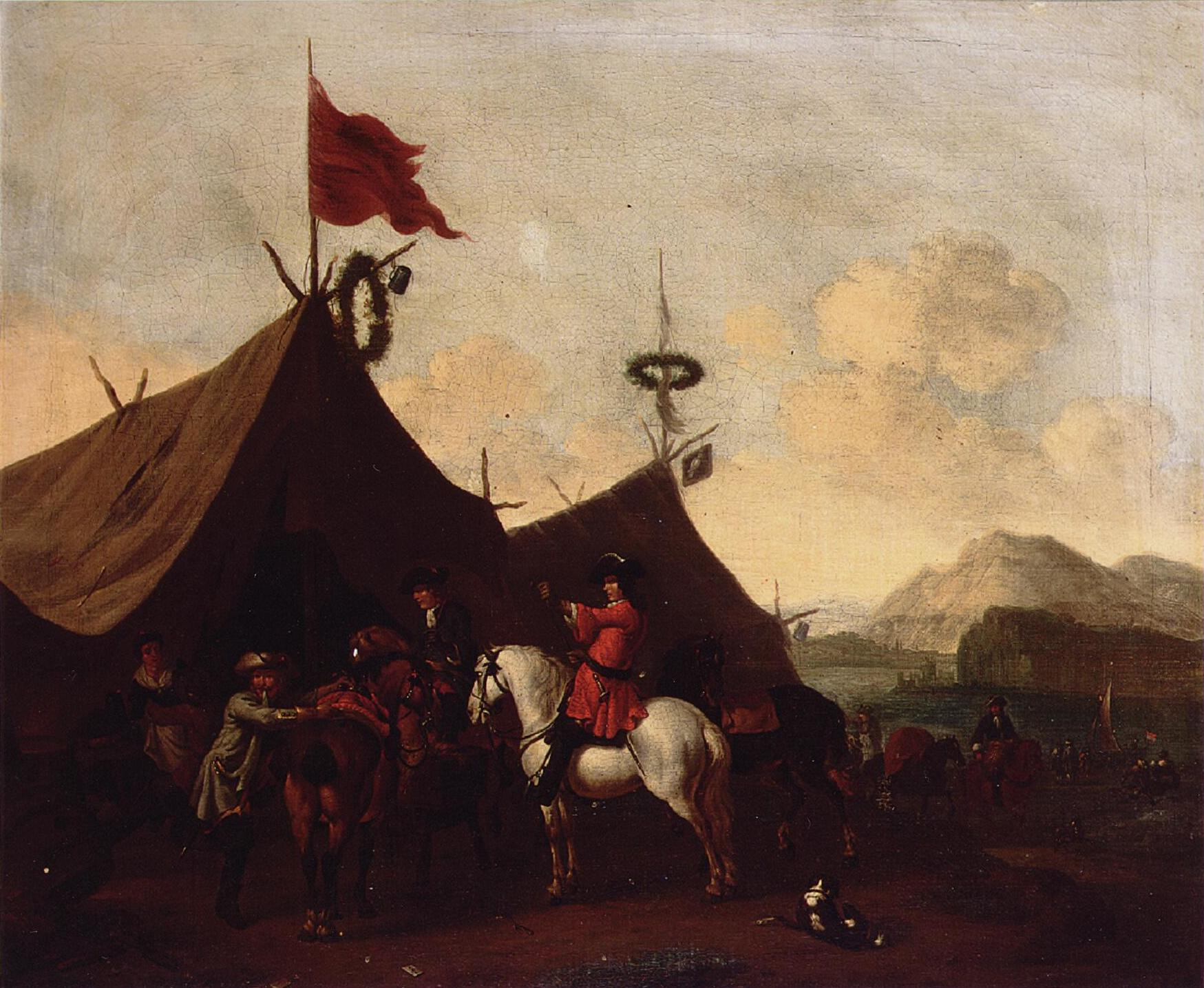
Tendes al.

Els hebreus van viure sota tendes al desert durant 40 anys. Els àrabs van prendre d'ells aquest costum. Després la van adoptar els grecs a les seves campanyes, imitant-los els romans. Eren quadrades i admetien vuit soldats cadascuna: les posteriors han variat en la forma i en les mesures. Des de l'edat mitjana, es conjectura, per la dita d'escriptors respectables, que fins al segle xvii només hi havia tendes per als reis, generals i oficials superiors i que els altres individus s'aixoplugaven sota barraques. Després de les reformes de Lluís XIV i Frederic II, les tendes de lona o llenç es van fer extensives a totes les classes. Napoleó I va tornar a establir els bivacs i des de llavors es conserven només per als generals, caps i oficials i la seva forma varia, ja que unes vegades són quadrades, altres octogonals i còniques la majoria, ja que el seu declivi les exposa menys durant les pluges a inundar d'aigua a l'interior.

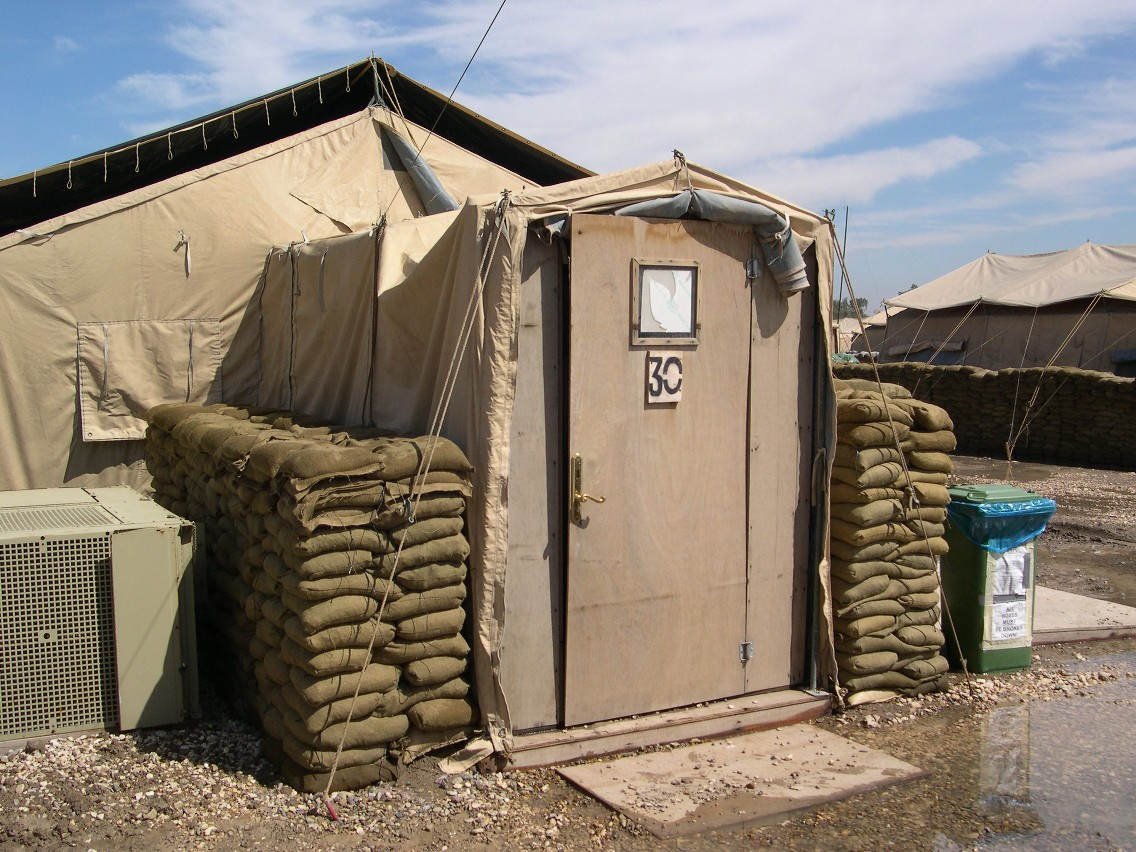
Tenda de l'exèrcit estatunidenc amb entrada construïda de fusta, aire condicionat i sacs de sorra com a protecció. Base Victory, Bagdad, Iraq (abril de 2004).

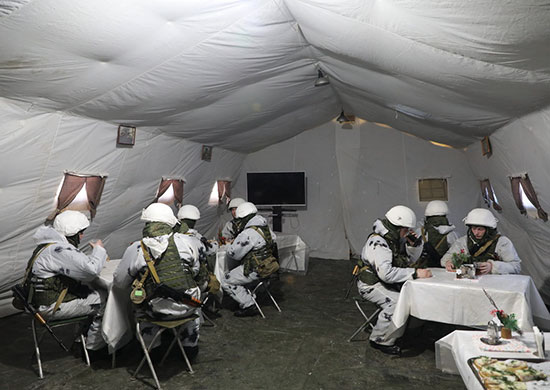
Tenda aïllant per escalfar el personal. Districte militar central. Sibèria

Els exèrcits de tot el món fa molt de temps que utilitzen tendes de campanya com a part de la seva vida laboral. Els militars prefereixen les tendes perquè es munten i es desmunten amb relativa rapidesa, en comparació amb altres refugis més tradicionals. Un dels majors usuaris de tendes de campanya del món és el Departament de Defensa dels Estats Units. El Departament de Defensa dels EUA té normes estrictes sobre la qualitat i les especificacions de les tendes. Els usos més comuns de les tendes per a l'exèrcit són barracons temporals (dormitoris), edificis DFAC (menjadors), casernes generals, instal·lacions de moral, benestar i lleure (MWR) i llocs de control de seguretat. Un dels dissenys militars més populars utilitzats actualment pel Departament de Defensa dels Estats Units és la tenda TEMPER. TEMPER és l'acrònim de Tent Expandable Modular PERsonnel. Els militars estatunidencs estan començant a utilitzar una tenda més moderna anomenada refugi de muntatge ràpid desplegable o DRASH. És una tenda plegable amb aire condicionat i calefacció.

### Recreatiu
Acampar és una forma popular de lleure que sovint implica l'ús de tendes de campanya. Una tenda de campanya és econòmica i pràctica per la portabilitat i el baix impacte ambiental. Aquestes qualitats són necessàries quan s'utilitza a la natura.

### Emergència
Les tendes de campanya s'utilitzen sovint en emergències humanitàries, com guerres, terratrèmols i incendis. La principal elecció de tendes de campanya en emergències humanitàries són les tendes de lona, perquè una tenda de lona de cotó permet una transpirabilitat funcional alhora que serveix al propòsit de refugi temporal. Les tendes distribuïdes per organitzacions com ACNUR són fabricades per diversos fabricants, depenent de la regió on es despleguin, així com en funció de la seva finalitat.
De vegades, però, aquests refugis temporals es converteixen en una llar permanent o semipermanent, especialment per a persones desplaçades que viuen a camps de refugiats o barris de barraques i que no poden tornar a la seva antiga llar i per a les quals no hi ha habitatges de substitució disponibles.

## Grans tendes o carpes

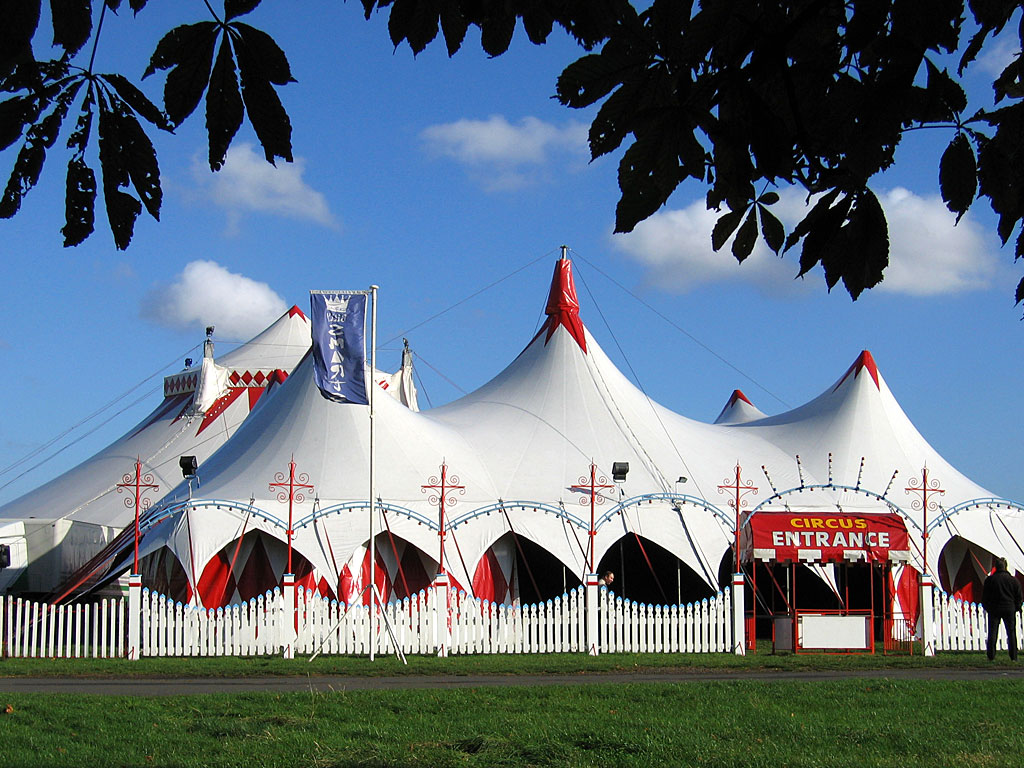
La carpa del circ de Billy Smart a Cambridge en 2004

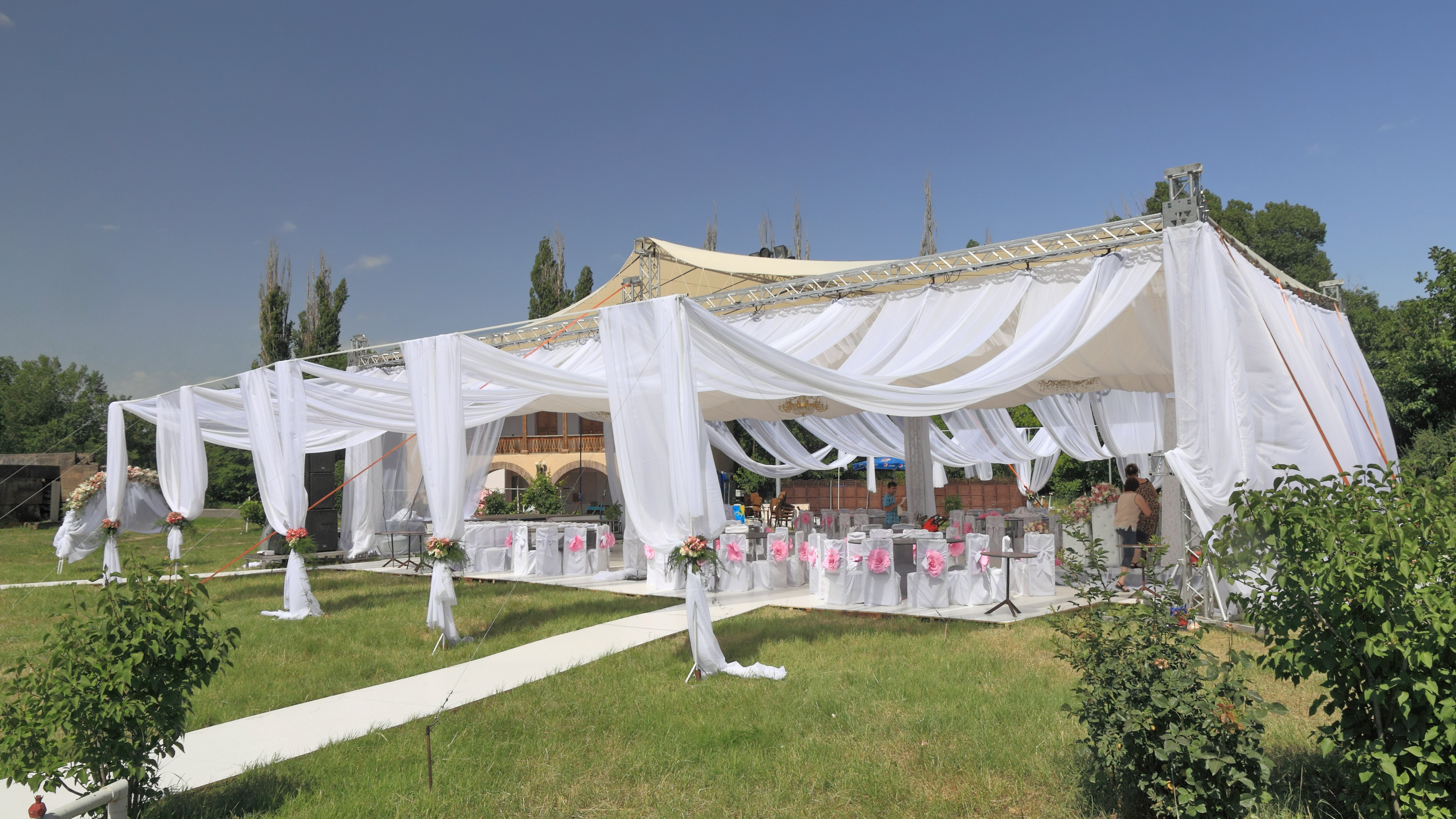
Carpa de casament a Armènia

Aquestes carpes més grans poques vegades s'utilitzen per dormir.
- Una carpa és una gran tenda utilitzada com a edifici temporal. S'han utilitzat durant molt de temps per a espectacles de circ o d'altres tipus, fires, banquets, casaments multitudinaris, renaixement de carpes religioses o, més recentment, entreteniment corporatiu. Tradicionalment, les carpes per a festes eren de lona, però les modernes solen ser de PE (polietilè) o, si són de més qualitat, de PVC. Hi ha carpes "faci-ho vostè mateix" de fins a 6,1 m d'amplada. Les amplades de 9,1 a 45,7 m són molt cars i requereixen equip especialitzat i habilitat per muntar-les, per la qual cosa normalment cal llogar. Moltes empreses tenen carpes grans (de 9 a 45 m d'amplada), però les instal·len i mantenen professionals qualificats. Les carpes per a festes se subjecten amb trinquets tensats i/o estaques. Les mides oscil·len entre 12,2 a 30,5 m.
- Una carpa de pals està formada per lona i, més recentment, PVC, tensada mitjançant pals centrals, pals laterals i cordes de subjecció que se subjecten a estaques clavades en superfícies toves, com la gespa o el camp. Fabricades a mà amb lona de cotó blanc, les carpes tradicionals són més atractives però molt menys pràctiques i versàtils que les carpes amb estructura d'alumini. Les modernes carpes de pal tradicional de PVC es van introduir pel fet que el material era més fàcil de netejar que la lona teixida i els proporcionava una distància més llarga de lloguer.
- Una carpa tensada és una variació més recent de la carpa de pal. El disseny general és similar al de la carpa de pals. Tot i això, sol tenir menys pals i la integritat de l'estructura es manté gràcies a la tensió de la tela. També és molt similar a una estructura tensada. Se sol utilitzar per a casaments a l'aire lliure, festes i altres esdeveniments. S'ha adaptat i actualitzat en altres tipus de carpes, com la carpa High Peak Frame i els estils Freeform/Stretch/Flex Tent desenvolupats a Sud-àfrica.
- Les carpes Freeform/Stretch/Flex s'han desenvolupat des de l'any 2000 impulsades principalment per empreses de Sud-àfrica i Austràlia. La composició del teixit difereix lleugerament entre les de Sud-àfrica i Austràlia. Els Stretch Tent Fabrics s'han produït utilitzant Nylon i Polièster. Des de 2007 Stretch Tents han estat introduïdes a Europa per algunes de les empreses sud-africanes com Intent. Les Stretch Tents utilitzen pals d'alumini, fusta i bambú coronats per cúpules modelades de polipropilè o cautxú que empenyen a través de la tela estirada, creant tensió entre el terra i la tela. La tela es pot esculpir en diverses formes orgàniques i curvilínies per proporcionar ombra i protecció contra la pluja per a esdeveniments. La tela tensada s'ha de fer rígida i la forma de la carpa ha de permetre l'escorreguda de l'aigua i la resistència a la càrrega de vent abans de completar el muntatge.
- Carpes amb estructura d'alumini - Les carpes amb estructura d'alumini no tenen pals centrals ni vents. Aquest tipus de carpa es pot muntar en gairebé qualsevol superfície i al costat d'edificis o carpes annexes. La carpa amb estructura d'alumini és molt més estable i pot abastar una distància molt més gran sobre estanys, parterres o arbres. Al Regne Unit, aquest disseny és l'estil més utilitzat per a la majoria dels lloguers de tendes i es poden trobar sent utilitzades com a estructures temporals per a emmagatzematge a tendes i aplicacions militars.

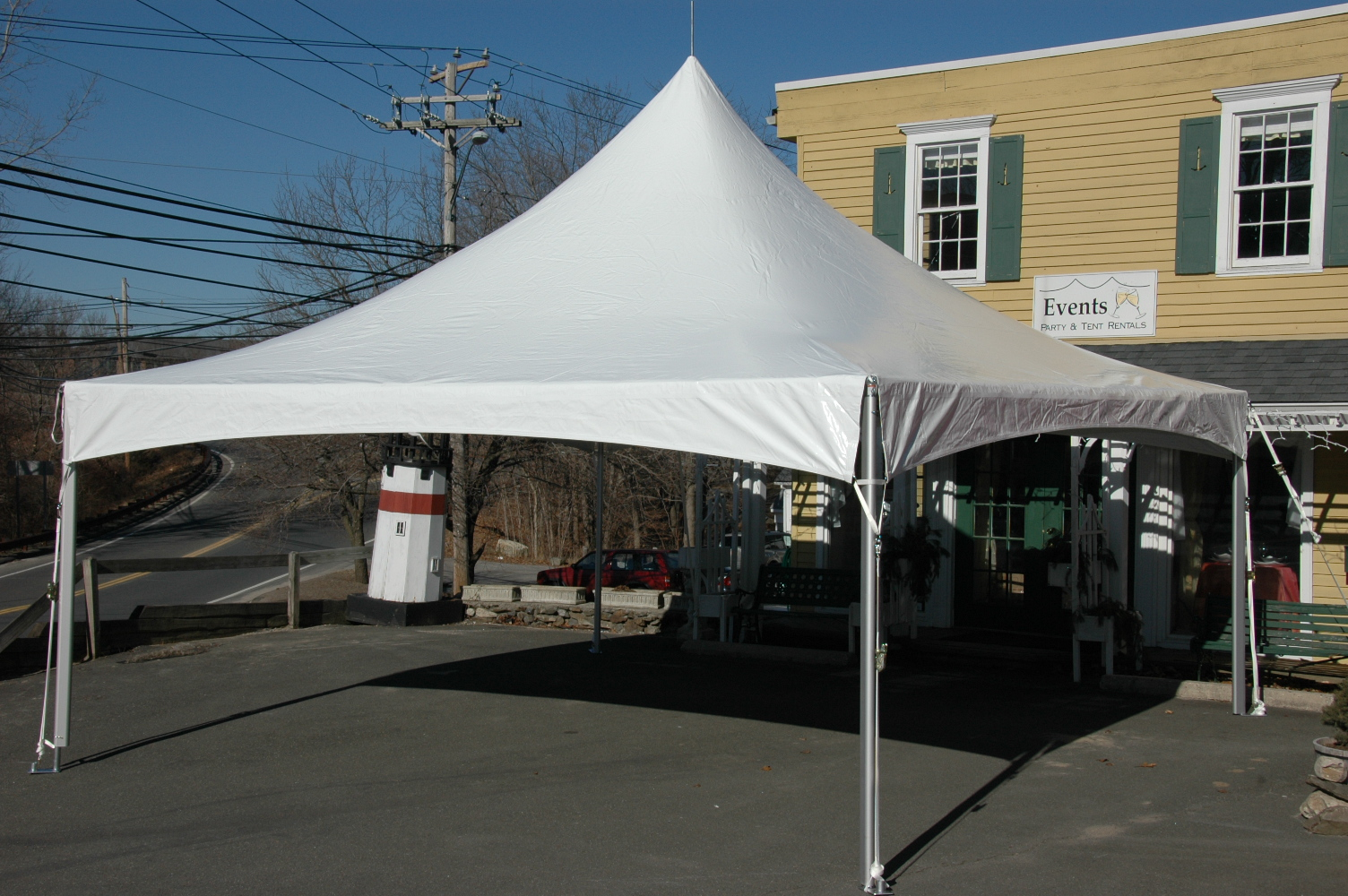
Una típica frame tent de 20'x20' de bec alt

- Una categoria més recent de carpes de festa és la de les carpes de carcassa de gran altura (conegudes per diverses marques, com "frame & cable", "vista", "pinnacle", "Century", etc.). Aquestes carpes tenen l'avantatge de les carpes de pal amb la part superior alta, facilitat d'instal·lació, aspecte més net i menys peces. També tenen l'avantatge de no tenir pals de suport a l'interior de la tenda que toquin a terra. L'aspecte de carpa alta s'aconsegueix utilitzant un "pal flotant", que és un pal que s'asseu sobre cables que travessen l'interior de la carpa des de la part superior dels laterals. Actualment, la majoria dels fabricants de carpes fabriquen aquest tipus de carpes, que es presenten en una gran varietat de mides i formes que es poden unir per satisfer les necessitats d'espai específiques.
- Les carpes Marquee solen tenir peces intercanviables, la qual cosa permet a una empresa de lloguer ampliar fàcilment a mides més grans. Les carpes es poden encarregar en diversos colors. Tot i això, el blanc és, amb diferència, el color més popular. També es poden incorporar claraboies a la tela, que permeten l'entrada d'una quantitat més gran de llum i resulten útils si s'utilitzen parets. També es poden demanar parets amb finestres de vinil transparent.
- Shamiana és una popular carpa refugi ètnica índia, que se sol utilitzar per a festes a l'aire lliure, casaments, restaurants, etc. Les parets laterals són desmuntables. La tela exterior pot ser multicolor o tenir exquisits dissenys. La història de Shamiana es remunta a l'època mogola. Segons les normes de l'impost sobre serveis del Govern de l'Índia en virtut de la Llei de Finances de 1997, la definició de Shamiana es dona a la clàusula (77A) de la secció 65, és a dir: "pandal o shamiana significa un lloc especialment preparat o disposat per organitzar una funció oficial, social o de negocis”.
- Les "Bail Ring Tents" solen ser carpes de 30,5 a 45,7 m d'amplada i extensibles a qualsevol longitud. Poden estar fetes de vinil o lona. El propòsit de l'estil d'anella de fiança és aixecar una enorme quantitat de material "la tenda" del terra sense utilitzar maquinària pesant. Inicialment, els pals centrals s'aixequen i se subjecten a les estaques, després de les quals la carpa s'estén i es connecta a l'anell de fiança mitjançant grillons. Un cop aixecada la part exterior de la tenda, un grup d'homes pot passar per sota i començar a pujar l'anella de seguretat pel pal central mitjançant un sistema de politges. Aquest tipus de carpa ja no és tan popular com en el passat, a causa de l'avenç dels carretons elevadors i les minicarregadores. Hi va haver un temps en què fins i tot les carpes més petites 12,2-30,5 m s'aixecaven i muntaven sovint amb una anella.
- Als quatre grans tornejos de golf s'instal·len carpes. Solen ser 12,2 x 12,2 m.
- Les carpes solen llogar-se a empreses especialitzades.
- Un "Rubb Hall" és una gran carpa utilitzada principalment com a magatzem d'emergència.
- Una carpa de circ sol tenir una o diverses pistes ovalades o circulars envoltades de grades que poden albergar milers de persones. Avui dia, aquestes grans carpes estan fetes d'alguna fibra artificial (polièster o vinil) i sovint s'aixequen amb l'ajuda de grues. Abans, els elefants del circ servien de força per estirar les cordes i col·locar la lona al seu lloc.
- Spiegeltent, carpa belga construïda en fusta i lona i decorada amb miralls i vidrieres, destinada a espectacles.